# 僕は愚かな人類の子供だった
「僕は愚かな人類の子供だった」（ぼくはおろかなじんるいのこどもだった）は、佐野元春43作目のシングル。1999年3月1日に、Epic Records / M's Factoryから発売された。

## 概要
前作「Doctor」から、1年振りのシングル。
1998年に発売された、手塚治虫生誕70周年記念トリビュート・アルバム『ATOM KiDS TRiBUTE TO THE KING "O.T."』に提供した楽曲。

## 収録曲
- 全作詞・作曲・編曲：佐野元春

1. 僕は愚かな人類の子供だった (Original version)
2. 僕は愚かな人類の子供だった (CMJK version)
Remixed by CMJK
3. 僕は愚かな人類の子供だった (DJ CELORY version)
Remixed by DJ CELORY